# Banco pour un crime
Pour plus de détails, voir Fiche technique et Distribution.
Banco pour un crime (en allemand Sieben Gauner und ein Dackel ; en anglais Once Upon a Crime…) est un film américano-allemand réalisé par Eugene Levy, sorti en 1992.

## Fiche technique
- Titre français : Banco pour un crime[1]
- Titre original américain : Once Upon a Crime…
- Titre allemand : Es war einmal ein Mord ou Sieben Gauner und ein Dackel
- Réalisation : Eugene Levy
- Scénario : Charles Shyer, Nancy Meyers & Steve Kluger (en)
- Musique : Richard Gibbs
- Photographie : Giuseppe Rotunno
- Montage : Patrick Kennedy
- Production : Dino De Laurentiis
- Sociétés de production : Ascot Films & Dino De Laurentiis Company
- Société de distribution : Metro-Goldwyn Mayer
- Pays :  États-Unis,  Allemagne
- Langue : Anglais
- Format : Couleur — 35 mm — 1,85:1 — Son : Dolby
- Genre : Comédie policière
- Durée : 94 minutes
- Dates de sortie :
  - États-Unis : 6 mars 1992
  - Allemagne : 3 septembre 1992
  - France : 27 janvier 1993[1]

## Distribution
- John Candy (VF : Emmanuel Jacomy) : Augie Morosco
- James Belushi (VF : Patrick Floersheim) : Neil Schwary
- Cybill Shepherd (VF : Anne Kerylen) : Marilyn Schwary
- Sean Young (VF : Michèle Buzynski) : Phoebe
- Richard Lewis (VF : Georges Caudron) : Julian Peters
- Ornella Muti (VF : Micky Sébastian) : Elena Morosco
- Giancarlo Giannini (VF : Bernard Tixier) : L'inspecteur Bonnard
- George Hamilton (VF : Daniel Gall) : Alfonso de la Pena
- Roberto Sbaratto (it) (VF : Hervé Jolly) : L'inspecteur Toussaint
- Joss Ackland (VF : Roland Ménard) : Hercules Popodopoulos
- Eugene Levy : Le guichetier du casino (non crédité)

 Source et légende : version française (VF) sur RS Doublage